# يان نيزمار
يان نيزمار (بالتشيكية: Jan Nezmar)‏ (5 يوليو 1977 بأوبافا في التشيك - ) هو لاعب كرة قدم تشيكي في مركز الهجوم. لعب مع نادي سلوفان ليبيريتس وFC Oberlausitz Neugersdorf ‏ وSK Benešov ‏ وSFC Opava ‏ وFC Dolní Benešov ‏ ونادي روجومبيروك ونادي سلوفاكو.

## روابط خارجية
- يان نيزمار على موقع قاعدة بيانات كرة القدم.إي يو (الإنجليزية)
- يان نيزمار على موقع Soccerway.com (الإنجليزية)
- يان نيزمار على موقع عالم كرة القدم.نت (الإنجليزية)